# Vizedomamt außer der Stadt Mainz
Das Vizedomamt außer der Stadt Mainz war eine Verwaltungseinheit im Kurfürstentum Mainz.
Das Vizedomamt außer der Stadt Mainz war das jüngste kurmainzische Vizedomamt. Es entstand nach der Mainzer Stiftsfehde von 1462 und umfasste zunächst nur Kostheim, Kastel und Heidesheim (Heidesheim wurde später dem Amt Nieder-Olm zugeordnet). Die Verwaltungsreform von 1782 führte zu einer Gliederung des Vizedomamtes in drei Amtsvogteien: Kastel, Nieder-Olm und
Weisenau. Zur Amtsvogtei Kastel gehören auch Kostheim und die Petersaue sowie die Exklave Haßloch. Zur Amtsvogtei Nieder-Olm gehörten die Orte Nieder-Olm, Drais, Ebersheim, Heidesheim, Kleinwinternheim, Marienborn, Ober-Olm, Sulzheim und Zornheim. Zur Amtsvogtei Weisenau gehörten Weisenau, Bretzenheim, Zahlbach, Gaubischheim, Hechtsheim, Laubenheim und Nackenheim. 
Vizedom war in Personalunion der Vizedom des Vizedomamtes in der Stadt Mainz. Mit der Verwaltungsreform von 1782 wurde dieses Amt zur Sinekure.